# کیم جه وون (بازیگر، زاده ۲۰۰۱)
کیم جه وون (کره‌ای: 김재원؛ زادهٔ ۹ فوریه ۲۰۰۱) بازیگر و مدل اهل کره جنوبی است. او به خاطر ایفای نقش در غم‌های ما (۲۰۲۲)، دزد: نگهبان گنج (۲۰۲۳) و پادشاه سرزمین (۲۰۲۳) شناخته می‌شود.

## فیلم‌شناسی

### مجموعه تلویزیونی
| سال  | عنوان           | نقش              | منابع |
| ---- | --------------- | ---------------- | ----- |
| ۲۰۲۲ | غم‌های ما        | جوانی چوی هان سو | [ ۴ ] |
| ۲۰۲۲ | Fall For You    | جه سو اوه        | [ ۵ ] |
| ۲۰۲۳ | دزد: نگهبان گنج | شین چانگ هون     | [ ۶ ] |
| ۲۰۲۳ | پادشاه سرزمین   | لی رو وون        | [ ۷ ] |

### مجموعه اینترنتی
| سال  | عنوان                                 | نقش        | توضیحات               | منابع  |
| ---- | ------------------------------------- | ---------- | --------------------- | ------ |
| ۲۰۲۱ | عشق از خانه                           | جی         | مجموعه فیلیپینی کره‌ای | [ ۸ ]  |
| ۲۰۲۱ | رومنسد                                | جونگ ما رو |                       | [ ۹ ]  |
| ۲۰۲۲ | به ستاره‌ام فصل ۲: داستان‌های ناگفته ما | لی جه وون  |                       | [ ۱۰ ] |
| ۲۰۲۴ | سلسله‌مراتب                            | کیم ری آن  |                       | [ ۱۱ ] |
| ن/م  | Sea Village Cloud Pension             | چون ری آن  |                       | [ ۱۲ ] |